# Mustapha Anane
Mustapha Anane, né le 3 novembre 1950 à Tizi Ouzou (Algérie) et mort le 21 octobre 2010 à Tizi Ouzou (Algérie), est un footballeur international algérien. Surnommé le poumon de la JSK, il a effectué toute sa carrière à la JS Kabylie.
Il compte 2 sélections en équipe d'Algérie.

## Carrière

### En club
À l'âge de 14 ans, Anane entre dans les rangs de l'équipe junior de la JS Kabylie. Quatre ans après, Ali Benfadah l'entraîneur de l'équipe première, le promeut dans l'équipe senior lors d'un match amical contre le FK Dynamo Minsk. Il fait ses débuts officiels en club contre l'ES Guelma durant lequel il marque les deux buts de son équipe défaite 3 buts à 2. Il fait partie de l'équipe qui fait monter le club en première division algérienne en 1969. À la suite de l'arrivée de l'entraîneur Jean Lemaître, il passe du poste d'attaquant à celui de milieu de terrain. Il gagnera trois championnats d'Algérie en 1973, 1974 et 1977 ainsi qu'une Coupe d'Algérie en 1977 et une Supercoupe d'Algérie en 1973.
En 1978, Anane joue son dernier match contre l'AS Vita Club en Coupe des clubs champions africains. Il décide de prendre sa retraite à cause de la lassitude et d'une blessure contractée lors d'un match amical en France. Il continuera à jouer en amateurs avec l'AS Tizi Ouzou.

### En sélection
Bien qu'appelé régulièrement en sélection algérienne, Anane compte seulement deux sélections contre la Hongrie et l'Albanie.

### Entraîneur
Après sa carrière de joueur, Anane coache les équipes junior et senior de l'AS Tizi Ouzou un club local kabyle. Il entraînera également d'autres clubs dans cette même région comme les Issers et Larbaâ Nath irathen. Durant la saison 1997-1998, il est nommé manager de la JS Kabylie. Il a également occupé les postes d'entraîneur des jeunes et de superviseur dans ce même club.

## Palmarès
- Championnat d'Algérie
  - Vainqueur en 1973, 1974 et 1977.

- Coupe d'Algérie
  - Vainqueur en 1977.
- Supercoupe d'Algérie
  - Vainqueur en 1973.

- Championnat d'Algérie de football D2
  - Vainqueur en 1969.

## Décès
Mustapha Anane est décédé à Tizi Ouzou le 21 octobre 2010.
Il a été enterré dans le cimetière de Tizi Ouzou (Djebana M'Douha) dans l'actuelle wilaya de Tizi Ouzou.